# Kryptosporidiose

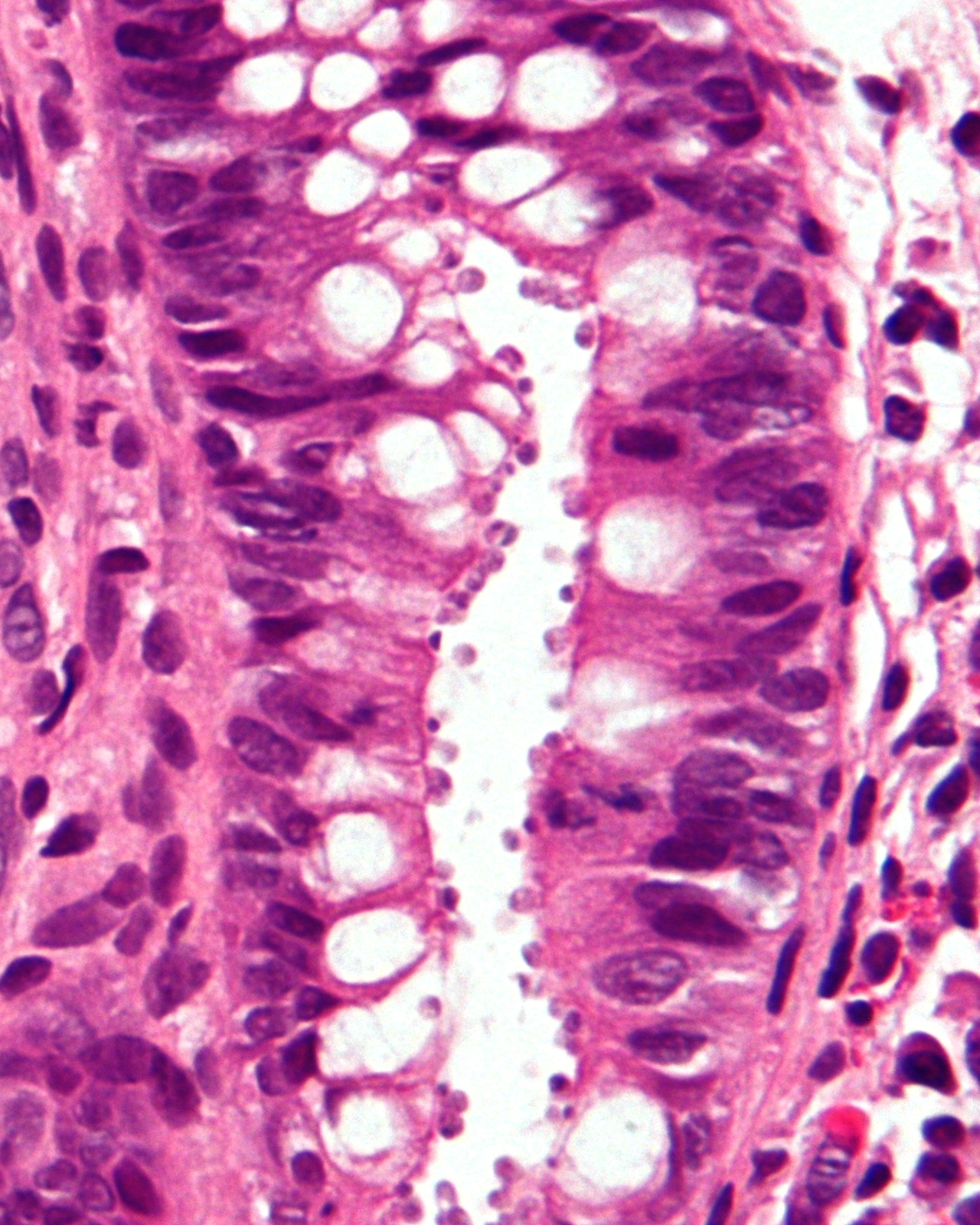
Mikrofoto von Kryptosporidiose, HE-Färbung

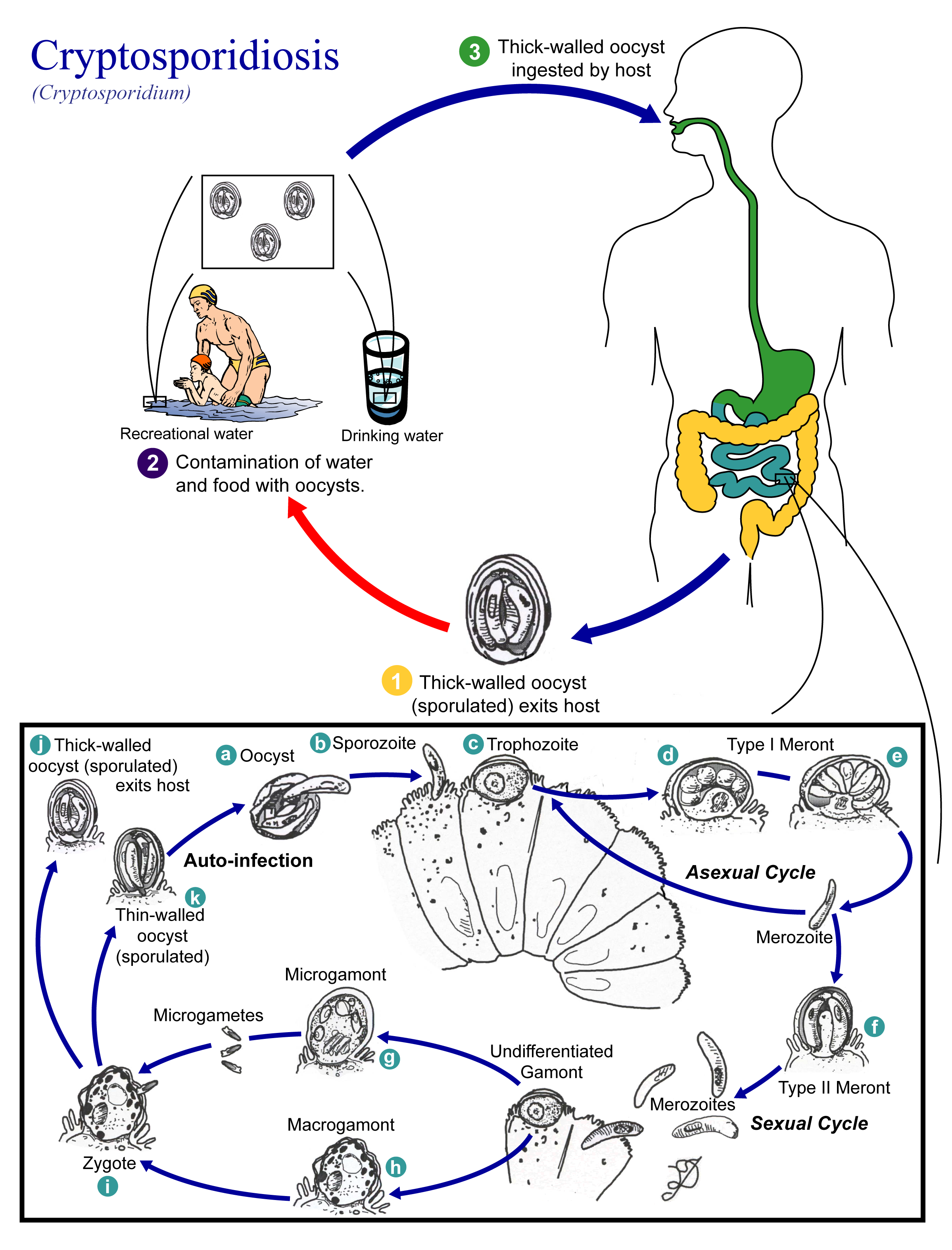
Infektionsweg und Lebenszyklus von Cryptosporidium spp.

Bei der Kryptosporidiose handelt es sich um eine Durchfallerkrankung durch die zu den Apicomplexa gehörenden Kryptosporidien.
In Milwaukee (USA) wurden 1993 bei einer der größten von Kryptosporidien verursachten Epidemien über 400.000 Erkrankte beobachtet. Obwohl genaue Angaben fehlen, schätzt man, dass 3,5 % der Bevölkerung Europas Ausscheider der Sporen sind, meist ohne selbst zu erkranken.

## Symptome
Die Übertragung erfolgt als orale Infektion durch die Aufnahme infizierter Speisen oder infizierten Trinkwassers. Eine Infektion über infizierte Haus- und Nutztiere sowie von Mensch zu Mensch ist möglich.
Die Betroffenen leiden unter wässrigen Durchfällen in Verbindung mit Bauchschmerzen und leichtem Fieber. Bei ansonsten Gesunden heilt die Erkrankung nach etwa einer Woche folgenlos aus, es entwickelt sich eine lebenslange Immunität. Bei Säuglingen und Immungeschwächten können jedoch längere und komplizierte Verläufe auftreten. Eine kausale Therapie steht derzeit nicht zur Verfügung. Bei Menschen mit zellulärer Immunschwäche (z. B. AIDS) tritt diese sonst seltene Erkrankung gehäuft auf. Hier ist neben der symptomatischen Behandlung eine Optimierung des Immunstatus durch antiretrovirale Therapie vordringlich.

## Diagnostik
Neunzehn verschiedene Arten von Kryptosporidien sind bisher beim Menschen nachgewiesen worden. Zu 95 % sind die Erreger jedoch Cryptosporidium hominis oder Cryptosporidium parvum, gefolgt von Cryptosporidium meleagridis, Cryptosporidium felis sowie Cryptosporidium canis.
Die Oozysten können mit Hilfe von diversen Färbeverfahren (z. B. modifizierte Ziehl-Neelsen-Färbung) in Stuhlausstrichen nachgewiesen werden. Außerdem ist ein Nachweis durch Immunfluoreszenz, oder Kopro-Antigen-Nachweis via ELISA möglich.

## Therapie
Die symptomatische Therapie bei einer Infektion mit Cryptosporidium-Arten erfolgt mit intravenöser Flüssigkeitszufuhr sowie bei Durchfall der Gabe von Loperamid bzw. Opiumtinktur und Octreotid. Die antiparasitäre Therapie erfolgt mit Paromomycin oder Albendazol, alternativ mit Azithromycin oder dem in Deutschland nicht zugelassenen Nitazoxanid.

## Meldepflicht
In Deutschland ist der direkte oder indirekte Nachweis für humanpathogene Cryptosporidium sp. namentlich meldepflichtig nach § 7 Absatz 1 Nummer 11 des Infektionsschutzgesetzes, soweit der Nachweis auf eine akute Infektion beim Menschen hinweist. In Österreich besteht keine Meldepflicht.